# 佐橋慶女
佐橋 慶女（さはし けいじょ、1930年9月2日 -2020年12月27日）は、日本のエッセイスト。

## 人物
愛知県出身。本名・恆苑（浄土宗僧侶）。愛知県立女子専門学校（現・愛知県立大学）英文科卒。中日新聞記者となり、1963年3月に日本で初めての女だけの会社「アイディア・バンク」を設立。
1969年より佐橋慶の名で著書を刊行、のち慶女と名乗る。
1971年に日本の生活文化を伝承するための「傳承塾」を始める。1976年出家、1984年『おじいさんの台所』で日本エッセイストクラブ賞を受賞し、3回にわたってテレビドラマ化された。
後年は高齢問題に取り組み、「オパール・ネットワーク」を主宰した。

## 著書
- 『商品社会学 女性市場をねらう戦略』佐橋慶 日本経済新聞社 1969
- 『消費者が市場を変える 価値観の変化とマーケティング』佐橋慶 ダイヤモンド社 1970
- 『おばあさんの引出し』（慶女）文藝春秋 1978.8 のち文庫
- 『仕事という名の電車に乗った女 しなやかに、したたかに、女の生き方』佐橋慶 かんき出版 1979.6
- 『仕事という舞台に立つあなたへ 現代OL物語』佐橋慶 PHP研究所 1980.3
- 『外国のおばあさんの引出し』（慶女）文藝春秋 1980.10 のち文庫
- 『すてきな女は暮らし上手 あなたが創るフレッシュ・リビング』佐橋慶 PHP研究所 1982.3
- 『心の輝きを忘れていませんか　20代をもっと上手に生きる知恵』佐橋慶 大和出版、1982

「女20代をもっと素敵に生きる本」講談社+α文庫（慶女）
- 『おばあさんの薬箱』佐橋慶 東京新聞出版局 1982.10 のち講談社+α文庫（慶女）
- 『女だけの会社奮戦す』佐橋慶 講談社 1983.2
- 『主婦マーケットはこう変わる 生活文化を演出する時代』佐橋慶 日本経済新聞社 1983.3
- 『おじいさんの台所 父・83歳からのひとり暮らし特訓』（慶女）文藝春秋 1984.4 のち文庫
- 『おじいさんの台所・二年目』文藝春秋 1985.1 のち文庫
- 『全国のおじいさんの台所』文藝春秋 1986.9
- 『家族のきずな食卓の復活 新・おばあさんの薬箱』佐橋慶 東京新聞出版局 1986.5
- 『'90年代家庭マーケットはこうなる』佐橋慶 日本経済新聞社 1988.9
- 『おばあさんの台所 和食で若く美しく』文化出版局 1990.9
- 『おじいさんの台所の死 ひとり暮らし7年間』文藝春秋 1990.4 のち文庫
- 『女六〇代、老いと生死とのつきあい方 ニューシックスティーズの生きがいづくり』講談社 1992.6
- 『女からみたいい男いい生き方』講談社 1993.5
- 『五〇代からの生き方、住まい方』講談社 1994.8
- 『おかみさん物語』文藝春秋 1994.6
- 『気持ちよく生きる知的住居術 これからの生き方と住まいはここがポイント』講談社 1996.6
- 『最期は思いのままに! 遺言を書くということ』講談社 1998.9
- 『四十代からを楽しむ五つの貯え』海竜社 1998.4
- 『やさしい暮らしの知恵 すぐに役立つ・誰にでもできる』海竜社 2000.7
- 『男のひとり暮らしの快食術』講談社+α新書 2001.10
- 『六十歳からをもっと楽しんで生きる 88の素敵な知恵と工夫』海竜社 2002.11
- 『毎日を輝いて生きるコツ 無理せず、好きなように、私らしく』大和書房 2005.2
- 『セカンド・ステージの達人たち 定年後をイキイキ愉しむ32のケース』芸文社 2005.4
- 『佐橋慶女さんの生き方美人は料理好き すてきに暮らす68のコツ』海竜社 2006.1
- 『楽しんで生きる老い いくつになっても遊びごころ・学びごころ』海竜社, 2011.2
- 『美しく老いる人の習慣』海竜社, 2019.10

## 共編著
- 『400字の遺言 人生のよき証しのために』（編）講談社 1996.7
- 『あなたは老後、誰と、どこで暮らしますか』（編）文藝春秋 1997.9 のち文庫
- 『子ばなれ 親の本音子の本音 苦悶苦闘の中から自分の生き方をみつけるために』（編著）海竜社 1999
- 『私は、高齢時代のプロデューサー』福原義春 求龍堂（福原義春サクセスフルエイジング対談）1999